# 1993 RP
1993 RP는 해왕성 횡단 천체중 하나로, 아직 이름이 없다. 2일 관측만으로 확인된 물체이기 때문에 진정한 궤도에 관한 데이터가 충분치 않다.1993년 9월 15일에 발견되었으며 발견 장소는 마우나케아 천문대에서 발견되었다. 1993년 기준 지구로부터 34AU 떨어져있다. 데이비드 C 주잇에게 발견되었다.
해왕성 바깥 천체의 하나로, 태양계 가장 끝의 카이퍼대에 위치한 70킬로미터 지름으로 추정된다.

## 같이 보기
- 1995 GJ